# László Szuszkó
László Szuszkó es un deportista húngaro que compitió en piragüismo en la modalidad de aguas tranquilas. Ganó tres medallas en el Campeonato Mundial de Piragüismo en los años 1997 y 1998, y dos medallas en el Campeonato Europeo de Piragüismo de 1997.

## Palmarés internacional
| Campeonato Mundial | Campeonato Mundial | Campeonato Mundial | Campeonato Mundial |
| Año                | Lugar              | Medalla            | Evento             |
| ------------------ | ------------------ | ------------------ | ------------------ |
| 1997               | Dartmouth (Canadá) | Medalla de oro     | C4 500 m           |
| 1998               | Szeged (Hungría)   | Medalla de oro     | C4 500 m           |
| 1998               | Szeged (Hungría)   | Medalla de oro     | C4 1000 m          |
| Campeonato Europeo |                    |                    |                    |
| Año                | Lugar              | Medalla            | Evento             |
| 1997               | Plovdiv (Bulgaria) | Medalla de oro     | C4 500 m           |
| 1997               | Plovdiv (Bulgaria) | Medalla de plata   | C4 1000 m          |